# Ida di Anhalt-Bernburg-Schaumburg-Hoym
Ida di Anhalt-Bernburg-Schaumburg-Hoym (Castello di Schaumburg, 10 marzo 1804 – Oldenburg, 31 marzo 1828) fu una principessa dell'Anhalt-Bernburg-Schaumburg-Hoym per nascita e Principessa ereditaria di Oldenburg (rimpiazzando sua sorella Adelaide) come moglie di Augusto I di Oldenburg. Come sua sorella non riuscirà a divenire Granduchessa.
Era figlia di Vittorio II, principe di Anhalt-Bernburg-Schaumburg-Hoym dal 1806 al 1812, e di Amalia di Nassau-Weilburg.
Fu data in sposa ad Augusto di Oldenburg, figlio ed erede di Pietro I, duca di Oldenburg dal 1823 al 1829. Il matrimonio venne celebrato nel Castello di Schaumburg il 24 giugno 1825.
Per Augusto si trattava del secondo matrimonio: sua prima moglie era stata la sorella maggiore di Ida, Adelaide, morta nel 1820 e madre delle sue due figlie fammine.
Ida diede al marito un figlio:
- Nicola Federico Pietro (Oldenburg, 7 agosto 1827-Rastede, 13 giugno 1900), che sposò Elisabetta di Sassonia-Altenburg.

Anche Ida, come la sorella, non riuscì a divenire duchessa: morì infatti nel 1828, un anno prima della morte di suo cognato Pietro. Augusto si risposò una terza volta nel 1831, con Cecilia di Svezia che gli diede altri tre figli.
Alla morte del padre nel 1853, divenne Granduca Nicola Federico Pietro col nome di Pietro II, che governò fino al 1900.

## Ascendenza
|                                                          |                                            |                                                   | Genitori                                                |  |  | Nonni |  |  | Bisnonni                                                |  |  | Trisnonni                               |  |
|                                                          |                                            |                                                   |                                                         |  |  |       |  |  | Vittorio I, Principe di Anhalt-Bernburg-Schaumburg-Hoym |  |  | Lebrecht, Principe di Anhalt-Zeitz-Hoym |  |
|                                                          |                                            |                                                   |                                                         |  |  |       |  |  | Vittorio I, Principe di Anhalt-Bernburg-Schaumburg-Hoym |  |  | Lebrecht, Principe di Anhalt-Zeitz-Hoym |  |
|                                                          |                                            | Carlotta di Nassau-Dillenburg                     |                                                         |  |  |       |  |  | Vittorio I, Principe di Anhalt-Bernburg-Schaumburg-Hoym |  |  |                                         |  |
| Carlo Luigi, Principe di Anhalt-Bernburg-Schaumburg-Hoym |                                            |                                                   |                                                         |  |  |       |  |  | Vittorio I, Principe di Anhalt-Bernburg-Schaumburg-Hoym |  |  |                                         |  |
|                                                          |                                            | Carlotta Luisa di Isenburg-Büdingen-Birstein      | Guglielmo Maurizio, Conte di Isenburg-Büdingen-Birstein |  |  |       |  |  |                                                         |  |  |                                         |  |
|                                                          |                                            | Carlotta Luisa di Isenburg-Büdingen-Birstein      | Guglielmo Maurizio, Conte di Isenburg-Büdingen-Birstein |  |  |       |  |  |                                                         |  |  |                                         |  |
|                                                          |                                            | Carlotta Luisa di Isenburg-Büdingen-Birstein      | Anna Amalia di Isenburg-Büdingen                        |  |  |       |  |  |                                                         |  |  |                                         |  |
| Vittorio II, Principe di Anhalt-Bernburg-Schaumburg-Hoym |                                            | Carlotta Luisa di Isenburg-Büdingen-Birstein      |                                                         |  |  |       |  |  |                                                         |  |  |                                         |  |
|                                                          |                                            | Federico Guglielmo I, Principe di Solms-Braunfels | Guglielmo Maurizio, Conte di Solms-Braunfels            |  |  |       |  |  |                                                         |  |  |                                         |  |
|                                                          |                                            | Federico Guglielmo I, Principe di Solms-Braunfels | Guglielmo Maurizio, Conte di Solms-Braunfels            |  |  |       |  |  |                                                         |  |  |                                         |  |
|                                                          |                                            | Federico Guglielmo I, Principe di Solms-Braunfels | Maddalena Sofia d'Assia-Homburg                         |  |  |       |  |  |                                                         |  |  |                                         |  |
| Amalia Eleonora di Solms-Braunfels                       |                                            | Federico Guglielmo I, Principe di Solms-Braunfels |                                                         |  |  |       |  |  |                                                         |  |  |                                         |  |
|                                                          |                                            | Sofia di Solm-Laubach                             | Carlo Ottone, Conte di Solms-Laubach                    |  |  |       |  |  |                                                         |  |  |                                         |  |
|                                                          |                                            | Sofia di Solm-Laubach                             | Carlo Ottone, Conte di Solms-Laubach                    |  |  |       |  |  |                                                         |  |  |                                         |  |
|                                                          |                                            | Sofia di Solm-Laubach                             | Luisa Albertina di Schönburg-Waldenburg                 |  |  |       |  |  |                                                         |  |  |                                         |  |
| Principessa Ida di Anhalt-Bernburg-Schaumburg-Hoym       |                                            | Sofia di Solm-Laubach                             |                                                         |  |  |       |  |  |                                                         |  |  |                                         |  |
|                                                          | Carlo Augusto, Principe di Nassau-Weilburg | Giovanni Ernesto, Conte di Nassau-Weilburg        |                                                         |  |  |       |  |  |                                                         |  |  |                                         |  |
|                                                          | Carlo Augusto, Principe di Nassau-Weilburg | Giovanni Ernesto, Conte di Nassau-Weilburg        |                                                         |  |  |       |  |  |                                                         |  |  |                                         |  |
|                                                          | Carlo Augusto, Principe di Nassau-Weilburg | Maria Polissena di Leiningen-Hartsburg            |                                                         |  |  |       |  |  |                                                         |  |  |                                         |  |
| Carlo Cristiano, Principe di Nassau-Weilburg             | Carlo Augusto, Principe di Nassau-Weilburg |                                                   |                                                         |  |  |       |  |  |                                                         |  |  |                                         |  |
|                                                          |                                            | Augusta Federica Guglielmina di Nassau-Idstein    | Giorgio Augusto, Conte di Nassau-Idstein                |  |  |       |  |  |                                                         |  |  |                                         |  |
|                                                          |                                            | Augusta Federica Guglielmina di Nassau-Idstein    | Giorgio Augusto, Conte di Nassau-Idstein                |  |  |       |  |  |                                                         |  |  |                                         |  |
|                                                          |                                            | Augusta Federica Guglielmina di Nassau-Idstein    | Enrichetta Dorotea di Oettingen-Oettingen               |  |  |       |  |  |                                                         |  |  |                                         |  |
| Principessa Amalia di Nassau-Weilburg                    |                                            | Augusta Federica Guglielmina di Nassau-Idstein    |                                                         |  |  |       |  |  |                                                         |  |  |                                         |  |
|                                                          |                                            | Guglielmo IV, Principe d'Orange                   | Giovanni Guglielmo Friso, Principe d'Orange             |  |  |       |  |  |                                                         |  |  |                                         |  |
|                                                          |                                            | Guglielmo IV, Principe d'Orange                   | Giovanni Guglielmo Friso, Principe d'Orange             |  |  |       |  |  |                                                         |  |  |                                         |  |
|                                                          |                                            | Guglielmo IV, Principe d'Orange                   | Langravia Maria Luisa d'Assia-Kassel                    |  |  |       |  |  |                                                         |  |  |                                         |  |
| Principessa Carolina d'Orange-Nassau                     |                                            | Guglielmo IV, Principe d'Orange                   |                                                         |  |  |       |  |  |                                                         |  |  |                                         |  |
|                                                          |                                            | Anna, Principessa Reale                           | Giorgio II di Gran Bretagna                             |  |  |       |  |  |                                                         |  |  |                                         |  |
|                                                          |                                            | Anna, Principessa Reale                           | Giorgio II di Gran Bretagna                             |  |  |       |  |  |                                                         |  |  |                                         |  |
|                                                          |                                            | Anna, Principessa Reale                           | Carolina di Ansbach                                     |  |  |       |  |  |                                                         |  |  |                                         |  |
|                                                          |                                            | Anna, Principessa Reale                           |                                                         |  |  |       |  |  |                                                         |  |  |                                         |  |